# A.F. Firenze Calcio a 5
L'Associazione Sportiva Dilettantistica AF Firenze Calcio a 5 è una squadra italiana di calcio a 5 con sede a Firenze.

## Storia

### Le origini
La società nasce nel 1988 quando un gruppo di amici che abitava nello stesso palazzo decide di partecipare al torneo di calcio a 5 da disputarsi sull'asfalto della piazza dell'Isolotto in Firenze. 
Il "Bar Brasilia", ubicato anch'esso nello stesso palazzo, tiene a battesimo la squadra dandole il proprio nome e diventandone il primo sponsor. Il Torneo viene vinto per due anni consecutivi convincendo il gruppo di amici, grazie anche al sostegno economico dell'imprenditore Andrea Rosso (per molti anni in seguito presidente della squadra), ad iscrivere la squadra alla FIGC. Dopo una prima stagione di studio, nel 1989-90 il Brasilia vince il proprio girone del campionato regionale, venendo però sconfitta nei play-off per accedere alla Serie B nazionale. La stagione successiva giunge seconda alle spalle dell'Asciano ma in virtù della riorganizzazione dei campionati operata dalla FIGC, è a sua volta promossa in serie B.
Durante l'estate la squadra viene attrezzata per affrontare l'impegnativo campionato grazie all'innesto di molti giocatori provenienti dal Principe, tra cui spicca un giovane Marco Lo Conte che negli anni seguenti diventerà il giocatore simbolo della disciplina a Firenze. Dopo qualche problema iniziale di amalgama, la squadra entra nella dimensione della categoria e conclude il campionato al settimo posto nel girone stravinto dal Pescara di Aldo di Pietro. La stagione seguente la squadra giunge decima mentre nel 1993-94 addirittura tredicesima, retrocedendo in serie C1.

### Gli anni d'oro
La squadra riparte nei campionati regionali con una formazione completamente rinnovata e ringiovanita che al terzo tentativo raggiunge la promozione vincendo il proprio girone. La società, che nel frattempo ha assunto la denominazione AF Firenze Calcio a 5 e cambiato i propri colori dal verdeoro al tradizionale biancorosso della città, si presenta in serie B con una rosa importante e un progetto triennale per conquistare la massima serie. Già nelle amichevoli estive la squadra mette in mostra il suo potenziale, sconfiggendo due società di serie A (Genzano e Prato) e pareggiando con la Lazio che a fine stagione si laureerà campione d'Italia. Il campionato conferma il valore della squadra, che trascinata dal giovane difensore sloveno Simeunović infila 22 vittorie consecutive, stabilendo il nuovo record nei campionati nazionali. Anche la città di Firenze comincia ad accorgersi della squadra di Andrea Rosso: l'affluenza al PalaSport aumenta e le partite sono trasmesse sia in radio che in televisione dalle emittenti locali. In virtù della seconda riforma dei campionati FIGC, per festeggiare la promozione nella massima serie bisogna tuttavia attendere lo spareggio con il Cesana vincitore del girone A: dopo il pareggio in rimonta colto a Torino, al ritorno i 1.600 tifosi presenti sugli spalti spingono il Firenze alla vittoria e quindi alla promozione in serie A. La vittoria dello spareggio dà diritto ai fiorentini di partecipare tre giorni dopo ai play-off scudetto ma la squadra, non ancora ripresasi dall'euforia, viene subito eliminata dal Petrarca.
Per l'esordio in serie A la società consegna all'allenatore Marcuccitti una formazione ulteriormente rinforzata dagli arrivi di David Calabria e Simone Giuliani dal Torino, Rosario Scalìa dal Palermo, Giuliano Di Giosio dal Prato e degli abruzzesi Mondazzi e Di Federico. Sono inoltre confermati i protagonisti della trionfale cavalcata in serie B ovvero Lo Conte, Matrisciano, Simeunovic, Lombardo, Nicolini e Colella. La prima parte della stagione è positivo: la squadra termina il girone di andata al settimo posto togliendosi pure la soddisfazione di battere la blasonata BNL e di imporsi nel derby contro il Prato. Nel mercato invernale Scalìa fa ritorno in Sicilia, sostituito dal nazionale argentino Diego Giustozzi acquistato con l'obiettivo di centrare i play-off. La squadra tuttavia è falcidiata dagli infortuni: Di Giosio, Lombardo e lo stesso Giustozzi che giocherà appena tre partite prima di subire la lesione del legamento crociato e concludere anticipatamente la stagione. La flessione nei risultati porta la squadra a giocarsi la salvezza ai play-out, nei quali è però sconfitta dall'Afragola.

### La rifondazione
La retrocessione in Serie A2 allontana tutti gli sponsor dalla società, che persa buona parte della dirigenza nonché lo storico patron Rosso, rischia di sparire dal panorama del calcio a 5. Dopo un'estate travagliata prende corpo la decisione di rinunciare a categorie economicamente troppo dispendiose e ripartire dalle serie minori. Promotori dell'operazione sono Di Giosio, nel frattempo accasatosi ad Augusta, Matrisciano ed Emiliana Rosso. A questi si aggiungono subito Michele Scapicchio, il professor Filippini e l'ormai bandiera storica Marco Lo Conte.

## Statistiche e record
| Livello | Categoria | Partecipazioni | Debutto   | Ultima stagione | Totale |
| ------- | --------- | -------------- | --------- | --------------- | ------ |
| 1°      | Serie A   | 1              | 1998-1999 | 1998-1999       | 1      |
| 2°      | Serie B   | 4              | 1991-1992 | 1997-1998       | 4      |
| 3°      | Serie C   | 2              | 1989-1990 | 1990-1991       | 6      |
| 3°      | Serie C1  | 3              | 1994-1995 | 1996-1997       | 6      |
| 3°      | Serie B   | 1              | 2005-2006 | 2005-2006       | 6      |
| 4º      | Serie C1  | 16             | 2000-2001 | 2017-2018       | 16     |
| 5°      | Serie C2  | 3              | 1999-2000 | 2018-2019       | 3      |

## Organigramma societario
- Presidente: Luca Mondì
- Presidente onorario: Emiliana Rosso
- Vice Presidente e Segretario: Ettore Timi
- Addetto Stampa: Mauro Goretti

- Allenatore: Simone Grisolini
- Preparatore atletico: Francesco Coviello
- Fisioterapista: Francesco Marcheselli